# Córdoba Athletic Club
Córdoba Athletic Club, o simplemente Córdoba Athletic, es un club polideportivo de la Córdoba, Argentina.
Fundado en 1882, el CAC es el club deportivo más antiguo de la  provincia de Córdoba.
Los deportes que se practican en esta institución son Rugby, Hockey sobre césped, Tenis y  Natación.
Hoy Córdoba Athletic es conocido , sobre todo, por su equipo de rugby, uno de los mejores de la provincia, tras haber ganado el título de la  UCR en 17 oportunidades por última vez el 12 de agosto de 2023.

## Historia
El Córdoba Athletic Club fue creado por trabajadores ingleses que llegaron a Córdoba como responsables de los ferrocarriles. Hay varias hipótesis sobre su fecha de fundación. La más aceptada es la del 17 de abril de 1882, aunque el historiador cordobés Efraín Bischoff la corre al 15 de noviembre del mismo año. Pero quizá el Athletic sea todavía más viejo, ya que algunos piensan que podría haber sido fundado en la misma época que el Club Plaza de Rosario (en 1867), una institución paralela con la que se hicieron los primeros intercambios deportivos en 1900.
De esos primeros años no quedan documentos escritos. Se sabe que lo conformaron empleados jerárquicos del ferrocarril, pioneros que introdujeron el cricket, el tenis, el golf. El Athletic estaba en la quinta de los López, en barrio General Paz, frente a la escuela Garzón Agulla. Ahí, el idioma que se escuchaba era el inglés. El primer partido de rugby se disputó en 1898 entre empleados del ferrocarril y parece que este deporte no tuvo mucha aceptación, quizá porque era muy nuevo y hubo que esperar hasta la década del 30 para que alcanzara el éxito.
En 1932, cuando el Club cumplió 50 años, se inauguró la nueva sede en barrio Jardín Espinosa, a la que los diarios de la época le dedicaron un buen espacio y halagos. Desde ese momento la institución comenzó a cambiar y a crecer: las actas ya no se escribían en inglés, buena parte de sus socios ya eran cordobeses y se incorporaron disciplinas deportivas.
Los terrenos fueron comprados por la empresa Espinosa Amespil, con una hipoteca del Banco Hipotecario Nacional, y se terminó de pagar recién en 1949. La construcción del edificio estilo Tudor –con el ingreso que recuerda la procedencia de los fundadores– estuvo a cargo de la empresa Allende Posse-Villagra. Para la inauguración asistió el gobernador de la Provincia, Pedro J. Frías. En ese momento el presidente del Club era William Darch.
Con el tiempo se fueron ampliando las instalaciones y la institución creció, miles de cordobeses pasaron por el Club y hoy, con un bagaje de conquistas, el Club sigue haciendo historia.

## Rugby
Córdoba Athletic Club empezó a jugar al rugby en 1898. Desde entonces el club se ha convertido en uno de los mejores de la Unión Cordobesa de Rugby ganando el título provincial en 18 ocasiones, su última coronación fue el 12 de agosto de 2023. Además es un Club que se especializa en el nivel de sus juveniles e infantiles dándole una importancia muy grande, llevando a los jugadores de la primera división a colaborar con los más chicos.